# Oligotrichum falcatum
Oligotrichum falcatum là một loài Rêu trong họ Polytrichaceae. Loài này được Steere mô tả khoa học đầu tiên năm 1958.